# Negrulești, Vâlcea
Negrulești este un sat în comuna Bărbătești din județul Vâlcea, Oltenia, România.